# Union Aktiv Brigittenau
Die Sportunion Aktiv Brigittenau (kurz UAB) ist ein Sportverein im 20. Wiener Gemeindebezirk Brigittenau.
Der Verein wurde am 15. Oktober 1945 gegründet und bietet seitdem folgende Sportarten an:
- Basketball (seit 1953)
- Fitness
- Fußball (seit 1952)
- Gerätturnen (seit 1945)
- Karate (seit 1985)
- Leichtathletik (seit 2012)
- SportAkrobatik (seit 2014)
- Volleyball (seit 1978)

In den Sparten Basketball und Volleyball schafften es Mannschaften in die erste österreichische Bundesliga und in den Europacup.